# Lee Archer
Pour les articles homonymes, voir Archer.
Lee Andrew "Buddy" Archer, Jr., né le 6 septembre 1919 à Yonkers dans l'État de New York et mort le 27 janvier 2010 à Manhattan, est un pilote de chasse américain qui s'est distingué au sein des Tuskegee Airmen qui le font reconnaître comme premier "as" afro-américain de l'aviation. Il est l'un premiers officiers supérieurs afro-américains de l'United States Army Air Corps puis de l'United States Air Force.

## Biographie

### Jeunesse et formation
Lee Archer est le fils de Lee Archer, Sr. et de May Piper Archer, il grandit à Harlem. Après ses études secondaires à la DeWitt Clinton High School, il est admis à l'université de New York, qu'il quitte en 1941 pour s’enrôler dans l'armée.
Après la Seconde Guerre mondiale il reprend ses études à l'université de Californie à Los Angeles, où il finit son Bachelor (licence) en 1949. Plus tard, en 1956, il obtient son Master d'administration publique (Mastère 2) à l'université de New York.

### Carrière militaire
Il désire devenir pilote de chasse, il réussit les examens, il est déclaré apte tant sur le plan mental que physique, mais il est refusé à cause des lois ségrégatives en vigueur, interdisant la présence d'Afro-Américains au sein de l'Army Air Corps. Il entre alors dans les services de transmissions où il devient un spécialiste de l'organisation des transmissions sur le terrain opérationnel. Il est cantonné au Camp Wheeler (en), en Géorgie.
En décembre 1942, il est accepté dans l'école des cadets de l'aviation et il est transféré à l'aérodrome de Tuskegee army à Tuskegee, en Alabama où il intègre l'unité dite des Tuskegee Airmen qui forme les premiers aviateurs militaires afro-américains de l'United States Army Air Corps.
Pendant la Seconde Guerre mondiale, Archer réalise 169 missions de combat. Il termine ses activités dans la guerre avec 4,5 victoires aériennes confirmées (une victoire partagée). Il a également détruit six avions au sol ainsi que des locomotives, des camions et des barges. Une enquête plus tard a confirmé que la victoire en combat aérien qu'il a partagée était le résultat de ses tirs, ce qui porte son total officiel à 5 victoires. Il a été proclamé comme un As, le seul aviateur afro-américain à recevoir cet honneur,.
Après la guerre, Archer continue sa carrière militaire au sein de l'US Air force jusqu'à sa retraite en 1970. Il est successivement affecté à Paris, au Brunswick, dans le Maine et dans la zone du canal de Panama.

### Carrière civile
Après avoir quitté l'armée de l'air, il rejoint la General Foods et en devient l'un des vice-présidents.
Après son départ en 1987 de la General Foods, il fonde la société de capital risque Archer Asset Management,.
Puis, il devient un membre du groupe d'investissement dirigé par Reginald Lewis (en), un homme d'affaires afro-américain, connu pour son rachat de la branche alimentaire de Beatrice Foods en 1987, pour fonder TLC Beatrice,, la plus grande entreprise appartenant à une minorité aux États-Unis.
En avril 2009, George Lucas fait appel à ses services comme conseiller pour la réalisation du film Red Tails sur les Tuskegee Airmen.

### La fin
Lee Archer décède le 27 janvier 2010 au Centre médical de l'université Cornell à Manhattan.
Il repose aux côtés de son épouse au Cimetière national d'Arlington.

### Vie privée
Il épouse Ina Burdell et ont 4 enfants : 3 fils Lee III, Raymond, Roy et une fille Ina Diane.

## Prix et distinctions
- Lee Archer est le récipiendaire de plusieurs décorations militaires comme la Distinguished Flying Cross, Air Medal avec 18 feuilles de chêne, la Meritorious Service Medal, la Korean Service, etc.[6].

- 2000 : inscription à la liste des as de l'aviation par l'American Fighter Aces Association[18].
- 2001 : lauréat du Freedom from Fear Award décerné par le Roosevelt Institute[19]
- : co-récipiendaire de la Congressional Gold Medal (médaille d'or du Congrès) ,remise lors d'une cérémonie présidée par le président George W. Bush[20],[21].